# Зав'ялово (Зав'яловський район, Удмуртія)
Зав'ялово (рос. Завьялово, удм. Дэри) — село в Зав'яловському районі Удмуртії, Росія, його адміністративний центр.

## Населення
Населення — 8986 осіб (2010; 7457 в 2002).
Національний склад станом на 2002 рік:
- росіяни — 51 %
- удмурти — 43 %

## Історія
Датою заснування села вважається 11 лютого 1749 року — день прийняття рішення Синоду про відкриття парафії, куди увійшли 12 сіл, та будівництво Свято-Миколаївського храму. Перша письмова згадка про село — в переписі 1710 року. На той момент в селі Дері-Шудья нараховувалось 55 дворів, і при цьому воно було найбільшим удмуртським поселенням всієї південної та центральної Удмуртії. В червня 1774 року в селі розташовувався штаб Омеляна Пугачова, очільника Селянської війни. За даними 10-ї ревізії 1859 року в селі було 96 дворів, де проживало 731 особа, працювало сільське училище, поштова станція, 4 вітряків та кузня. Село відносилось до Сарапульського повіту В'ятської губернії.
В 1929 році був утворений Іжевський район, куди увійшло і село. В 1937 році створюється Зав'яловський район. В 1963 році відновлюється Іжевський район, але вже 1965 року він знову ліквідується і район знову стає Зав'яловським.

## Економіка
Серед підприємств в селі працюють електромеханічний завод, ЗАТ «РосЄвроплант» (спільне російсько-німецьке підприємство з вирощування картоплі), лісгосп, колгосп, контора геолого-пошукової експедиції «Удмуртгеологія».
Серед закладів освіти діють середня школа, школа-інтернат, спортивна школа, 2 дитячих садочки, лікарня, культурний комплекс «Центральний» (створений на базі бібліотеки), Зав'яловський районний краєзнавчий музей (відкритий в 2000 році), молодіжний центр (колишній кінотеатр «Нива»). В селі відкрита Богоявленська церква, яка разом з будинком, де знаходився штаб Омеляна Пугачова, відносяться до об'єктів культурної спадщини регіонального значення.

## Урбаноніми[10]
- вулиці — 1 вересня, 8 березня, Авіаторів, Автономна, Арська, Берегова, Березова, Будівників, Бузкова, Василькова, Весняна, Висотна, Вишнева, Вільхова, Геологів, Гольянська, Горобинова, Джерельна, Дружби, Жовтнева, Зелена, Зіркова, імені Азіна, імені Н. П. Божко, Калинова, Калініна, Кам'янська, Квіткова, Кленова, Ключова, Колгоспна, Комунальна, Коротка, Курортна, Лазорева, Лісова, Літня, Лучна, Малинова, Медова, Механізаторів, Миру, Молдаванська, Молодіжна, Нагірна, Нафтовиків, Нова, Новосельська, Об'їзна, Озерна, Оранжева, Паркова, Першотравнева, Південна, Північна, Підлісна, Планерна, Покровська, Польова, Прибережна, Пугачовська, Пушкінська, Радянська, Райдужна, Річкова, Роздольна, Розсвітна, Ромашкова, Садова, Світла, Свободи, Слободська, Смарагдова, Солов'їна, Сонячна, Соснова, Спортивна, Ставкова, Сунична, Східна, Травнева, Троїцька, Трубецька, Уральська, Фруктова, Червона, Черемхова, Чкалова, Шкільна, Шурдимська, Ювілейна, Ягідна, Ярославська
- провулки — 1 вересня, Березовий, Васильковий, Наскрізний, Механізаторів, Молдаванський, Молодіжний, Північний, Сонячний